# Choi Soo-bin
Pour la chanteuse du groupe, voir Park Soo-bin.
Choi Soo-bin (최수빈), né le 5 décembre 2000 et connu sous le nom de Soobin (수빈), est un chanteur, danseur et animateur de télévision sud-coréen. Il est le leader du groupe Tomorrow X Together, lancé en 2019.
De juillet 2020 à Octobre 2021, il a été le co-présentateur de l'émission Music Bank avec Arin du groupe Oh My Girl.

## Discographie
| Année | Artiste en featuring     | Titre                          | Album                        |
| ----- | ------------------------ | ------------------------------ | ---------------------------- |
| 2022  | Beomgyu et Taehyun (TXT) | Thursday's Child Has Far To Go | minisode 2: Thursday's Child |
| 2024  | Yeonjun (TXT)            | The Killa (I Belong To You)    | minisode 3: TOMORROW         |